# 육아종
육아종(肉芽腫, granuloma)은 여러 질병에서 나타나는 염증이다. 대식세포라는 백혈구가 덩어리진 것으로, 면역체계가 어떤 물질을 외래물질로 판단하여 제거하고자 하나 제거할 수 없을 때 발생한다. 육아종의 원인이 되는 외래물질로는 세균, 진균 등이 있으며 케라틴 조각이나 봉합사 같은 것도 원인이 될 수 있다.

## 육아종이 있는 질병

### 사르코이드증
사르코이드증

### 크론병
크론병

## 같이 보기
- 사르코이드증